# Ford’s Theatre
Ford's Theatre (pol. Teatr Forda) – teatr w Waszyngtonie otwarty w 1863 roku. Miejsce zamachu na szesnastego prezydenta USA Abrahama Lincolna 14 kwietnia 1865 roku.

## Historia
Budynek początkowo pełnił funkcje kościoła baptystów. W 1861 roku został zakupiony przez Johna T. Forda i przekształcony w teatr. Nadano mu nazwę Ford’s Athenaeum. Po pożarze w 1862 roku teatr został odbudowany i nazwany Ford’s New Theatre. 14 kwietnia 1865 roku John Wilkes Booth wszedł do loży prezydenckiej w trakcie trzeciego aktu i o 22.15 z odległości 10 cm strzelił w tył głowy prezydenta Lincolna.
W 1866 roku rząd kupił teatr za 88 000 dolarów i przeniósł do niego dokumentację medyczną Armii, muzeum i National Library of Medicine, która w tym budynku funkcjonowała do 1887 roku. Na dwóch dolnych piętrach mieścił się Office of Records and Pensions.  W 1928 roku budynek przejął Office of Public Buildings and Public Parks. W 1930 roku na pierwszym piętrze budynku pokazywano zbiory Osboran Oldroyda, który kolekcjonował pamiątki związane z prezydentem, a w 1932 roku w tym miejscu otwarto Muzeum Lincolna. W 1964 roku muzeum przygotowało dioramę pokazującą jak wyglądał budynek w roku śmierci Lincolna. W 1965 roku rozpoczęto prace nad przywróceniem budynkowi oryginalnego wyglądu z 1865 roku. Wymagało to przebudowy wnętrza budynku. Otwarcie teatru miało miejsce w 1968 roku. W 1988 roku Muzeum Forda zostało zmodernizowane. Kolejną modernizację ukończono w 2009 roku.

## Galeria

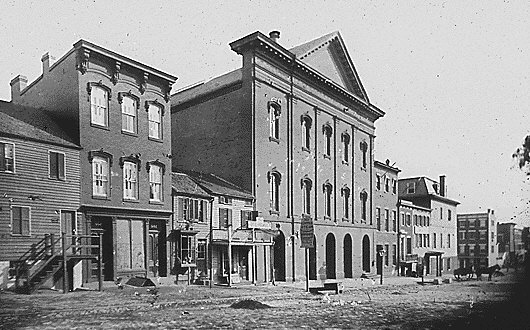
Ford's Theatre (1865)
Loża prezydencka (1865)
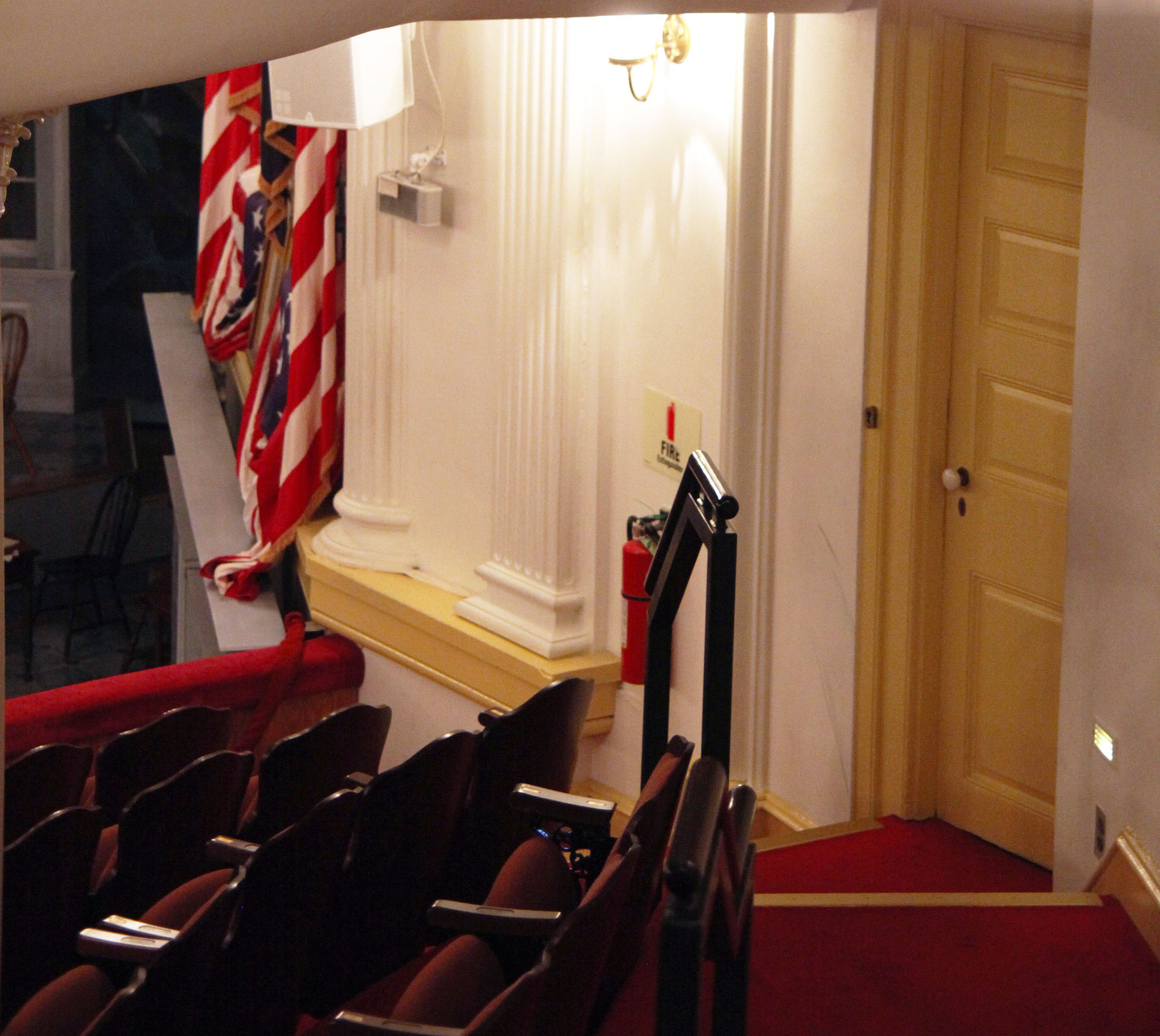
Drzwi którymi Booth dostał się do loży (2012)
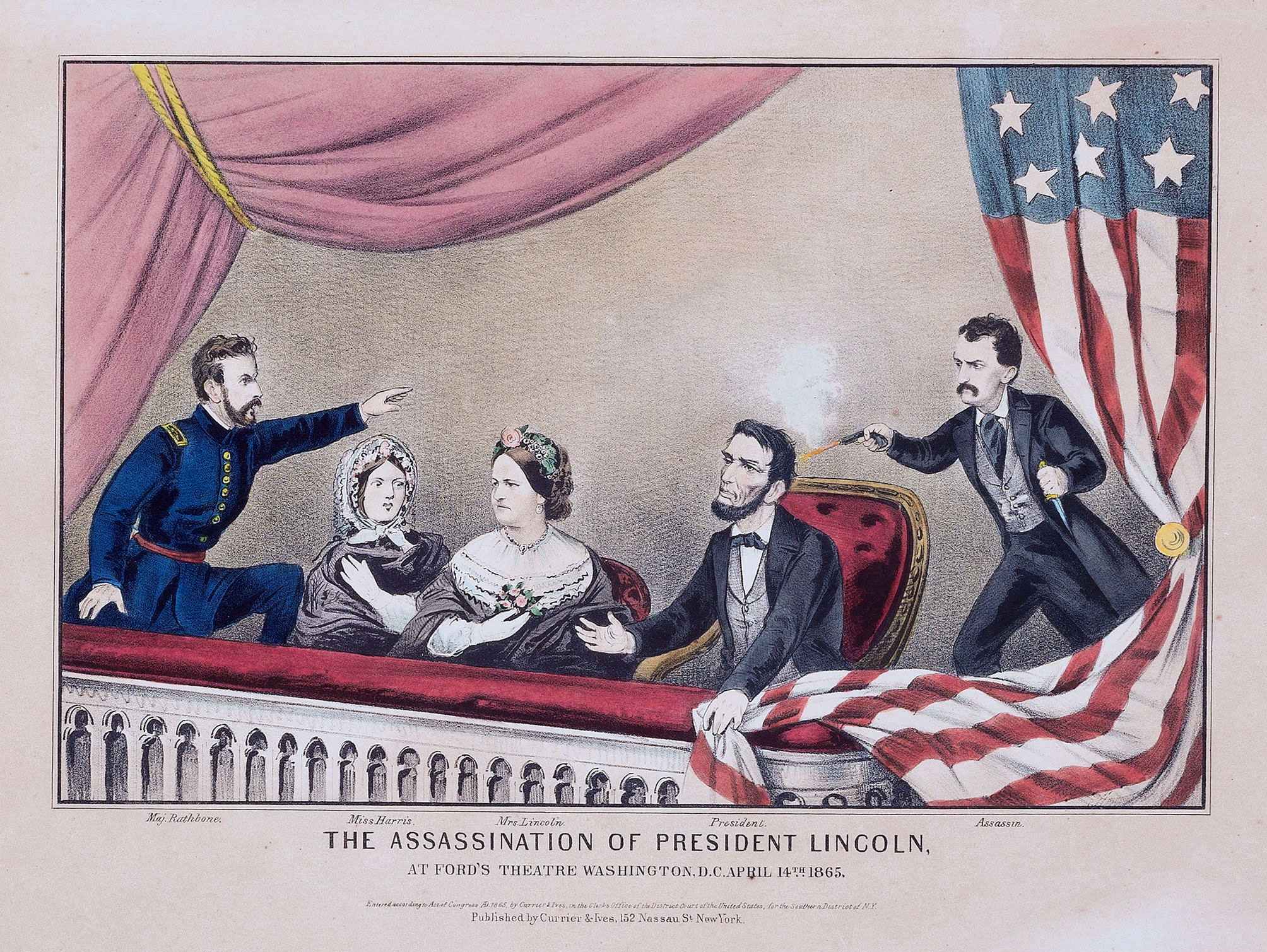
Od lewej: Henry Rathbone, Clara Harris, Mary Todd Lincoln, Abraham Lincoln i John Wilkes Booth
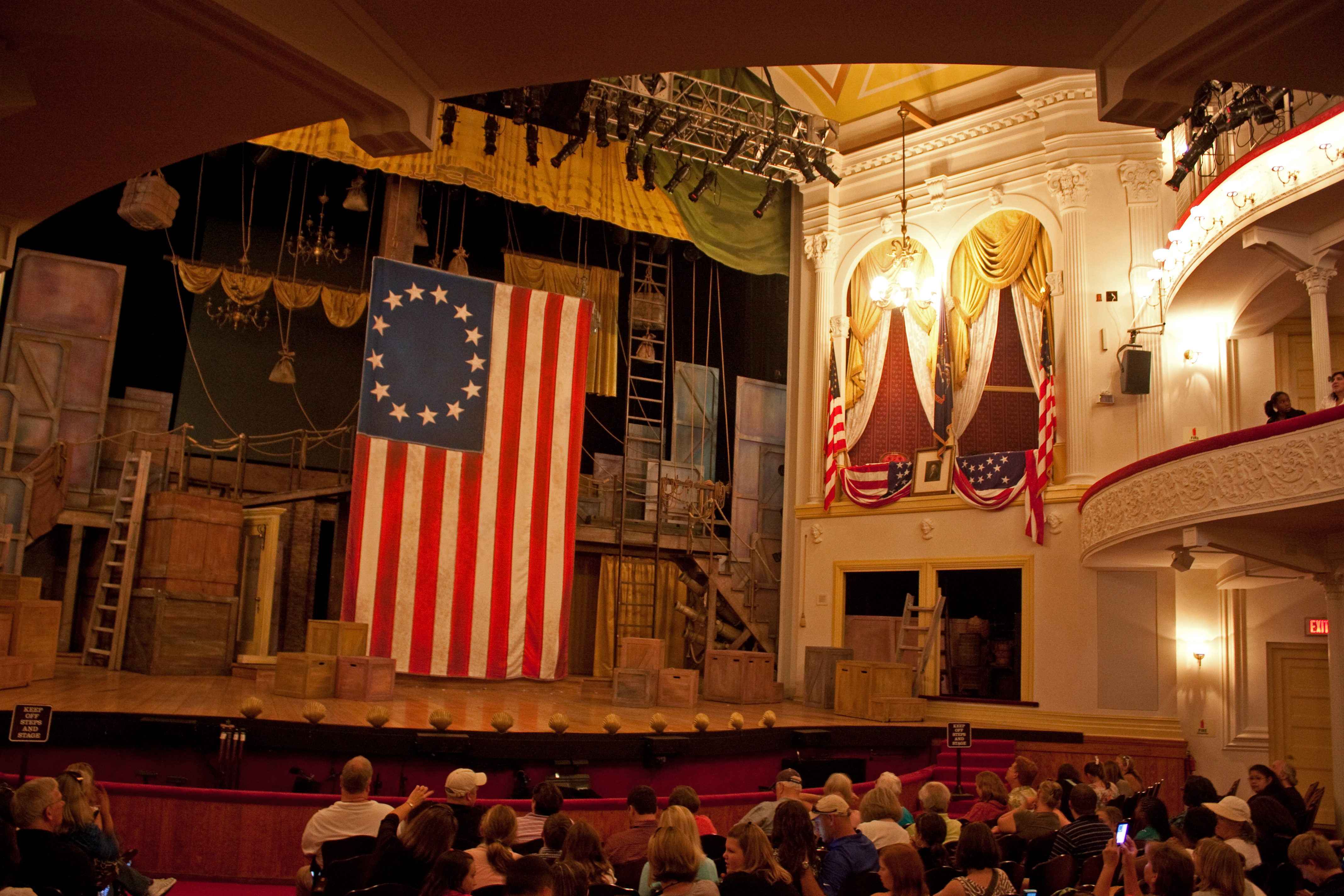
Wnętrze teatru (2011)